# Bitka za Alep
Bitka za Alep (arapski: Maʿrakat Ḥalab) je bila najveća bitka u Građanskom ratu u Siriji između sirijske vojske i njenih saveznika, Rusije, Hezbollaha i raznih proiranskih šijitskih milicija protiv Slobodne sirijske vojske i njima srodnih islamističko-vehabijskih grupa, kao što su Front Levant i Džabhat al-Nusra, dok su kurdske jednice držale većinski kurdsku četvrt Aš Šayk Maqsud tokom cijele bitke. 
Bitka je trajala od 19. srpnja 2012. godine, a završena je 22. prosinca 2016. pobjedom sirijske vojske i njenih saveznika nakon više od šest mjeseci završnih intenzivnih borbi u i oko grada. Pobjeda sirijske vojske je označena kao prekretnica u sirijskom ratu.
Veliko uništavanje grada izazvanog bitkom i njena važnost joj je priskrbilo naziv majka svih bitaka, a sam grad je nazivan Sirijskim Staljingradom.

## Vanjske poveznice
|  | Zajednički poslužitelj ima još gradiva o temi Bitka za Alep |